# Inocellia crassicornis
Inocellia crassicornis of blokkopkameel is een kameelhalsvliegensoort uit de familie van de Inocelliidae. De soort komt voor van Europa tot Mongolië, ook in Nederland en België.
Inocellia crassicornis werd voor het eerst wetenschappelijk beschreven door Schummel in 1832.